# Zaljev Lebjažja
Zaljev Lebjažja (rus. Лебя́жья губа́) je mali zaljev uvučen u južnu stranu otoka Feklistova, jednog od Šantarskih otoka, u zapadnom dijelu Ohotskog mora. 

## Geografija
Na ulazu je širok 11.3 km, a dugačak je 5.6 km. Zaljev se dijeli na 3 manja zaljeva. To su, od zapada prema istoku: Enegelma, Soboleva i Rosseta. Mali otok, Suhotina, leži na njegovom jugoistoku .Brojni potoci slijevaju se niz brda u zaljev. Raspon najvećih morskih mijena je 6.5 m, a najnižih 2.4 metara.

## Divlje životinje
U zaljevu se u proljeće gnijezde debelokljune njorke (Uria lomvia).

## Povijest
Između 1852. i 1889., američki kitolovci sidrili su u zaljevu da bi kuhali ulje, obrađivali ulovljene kitove, nabavljali drva i vodu ili se sklonili od oluja. Zvali su ga Feklistoff Harbor, Bloomer Bay, ili Harbour Bay. Brodovi bi se obično sidrili u pet do devet hvati vode, obično u središnjem dijelu zaljeva, u zaljevu Soboleva. U zaljevu Lebjažja odjednom su mogla biti usidrena čak četrdeset i dva broda. Iako su se brodovi uglavnom usidrili u zaljevu kako bi nabavili drva i vodu, čamci su također slani na obalu kako bi lovili pastrve, skupljali bobičasto voće ili lovili patke ili medvjede. Iako su ti brodovi posjetili regiju Šantar kako bi lovili grenlandske kitove, rijetko su lovili kitove u samom zaljevu. Ljudi koje su ubili kitovi ili umrli od bolesti pokopani su na obali. Dva broda su ostala u zaljevu, brik Tarquina (210 tona), Honolulu, pod kapetanom Weaverom, i bark Columbus (344 tone), New London, pod kapetanom Edwardsom. Prvi je bio oštećen u ledu u lipnju 1856., dok je drugi potonuo u Tugurskom zaljevu u kolovozu 1858. Oba su prodana; jedan od njih je također ukraden. Škuna EL Frost (141 tona), iz Honolulua, ostavljena je u zaljevu tijekom zime 1860.-1861. Služila je kao tender barku Benjamina Rusha (385 tona), također iz Honolulua, tijekom sezona 1860. i 1861.